# غتش بلند (بهمئي غرمسيري الجنوبي)
غتش بلند (بالفارسية: گچ‌بلند) هي قرية تقع في إيران في قسم بهمئي غرمسیري الجنوبي الريفي. يقدر عدد سكانها بـ 766 نسمة بحسب إحصاء 2016.